# Phasmaphleps pacifica
Phasmaphleps pacifica är en tvåvingeart som beskrevs av Daniel J. Bickel 2006. Phasmaphleps pacifica ingår i släktet Phasmaphleps och familjen styltflugor.
Artens utbredningsområde är Fiji. Inga underarter finns listade i Catalogue of Life.